# Griotka

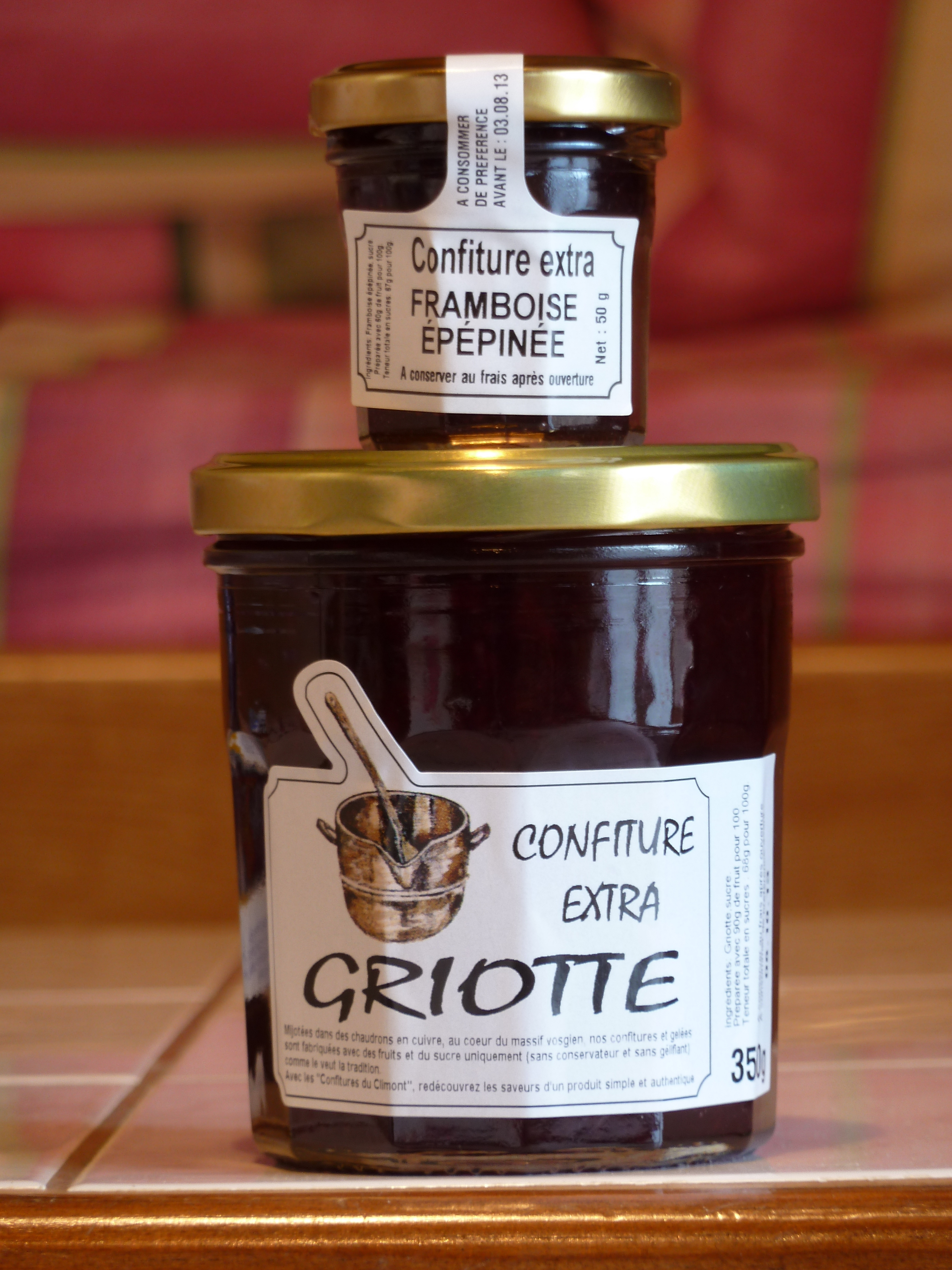
Griotka

Griotka je sladký a hustý ovocný likér připravený z višní. Pochází pravděpodobně z Francie, má tmavočervenou barvu a výrazné višňové aroma. Obsahuje zpravidla 20–25 % čisté višňové šťávy a maximálně 25–30 % lihu. Samotný obsah čistého alkoholu v prodávané griotce se pohybuje většinou pod 20 %. Při průmyslové výrobě je zpravidla používán potravinářský líh, podomácku lze používat též rum, vodku či slivovici. Dalšími součástmi jsou cukr a koření jako citronová kůra, hřebíček nebo skořice. 
Griotka se konzumuje čistá, svařená, popřípadě smíchaná s colou, používá se též jako náplň čokoládových cukrovinek nebo k přípravě míchaných drinků a punče. Podobným likérem je například portugalská Ginjinha, která se místně podává v pohárcích z čokolády.